# Red Bull Racing RB19
O Red Bull Racing RB19 foi o modelo de carro construído e utilizado pela Red Bull Racing para a disputa do Campeonato Mundial de Fórmula 1 de 2023, pilotado por Max Verstappen e Sergio Pérez. O carro foi revelado em Nova Iorque em 3 de fevereiro de 2023.
Esse modelo marcou o retorno da Honda oficialmente como o fornecedor de motores da equipe e da AlphaTauri, com as duas equipes nomeando o motor como Honda RBPT.